# Kress (Texas)
Pour les articles homonymes, voir Kress.
La ville américaine de Kress est située dans le comté de Swisher, dans l’État du Texas. Sa population s’élevait à 715 habitants lors du recensement de 2010.

## Source
- (en) Cet article est partiellement ou en totalité issu de l’article de Wikipédia en anglais intitulé « Kress, Texas » (voir la liste des auteurs).